# Ilha de Sálvora

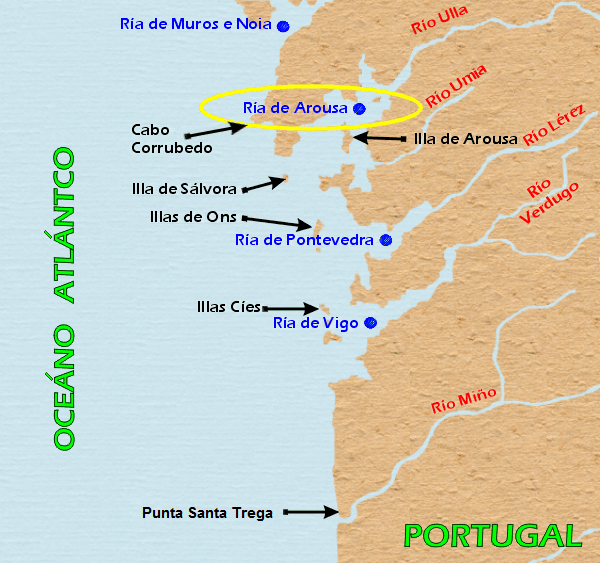
Localização da ilha de Sálvora.

A Ilha de Sálvora está situada na boca da Ria de Arousa. Pertence á paroquia de Aguiño, no concelho de Ribeira. Junto com os ilhotes Vionta, Herbosa e Noro e as Sagres forma o arquipélago de Sálvora, integrado junto com os de Cíes, Ons e Cortegada no Parque Nacional das Ilhas Atlânticas da Galiza no ano 2002.

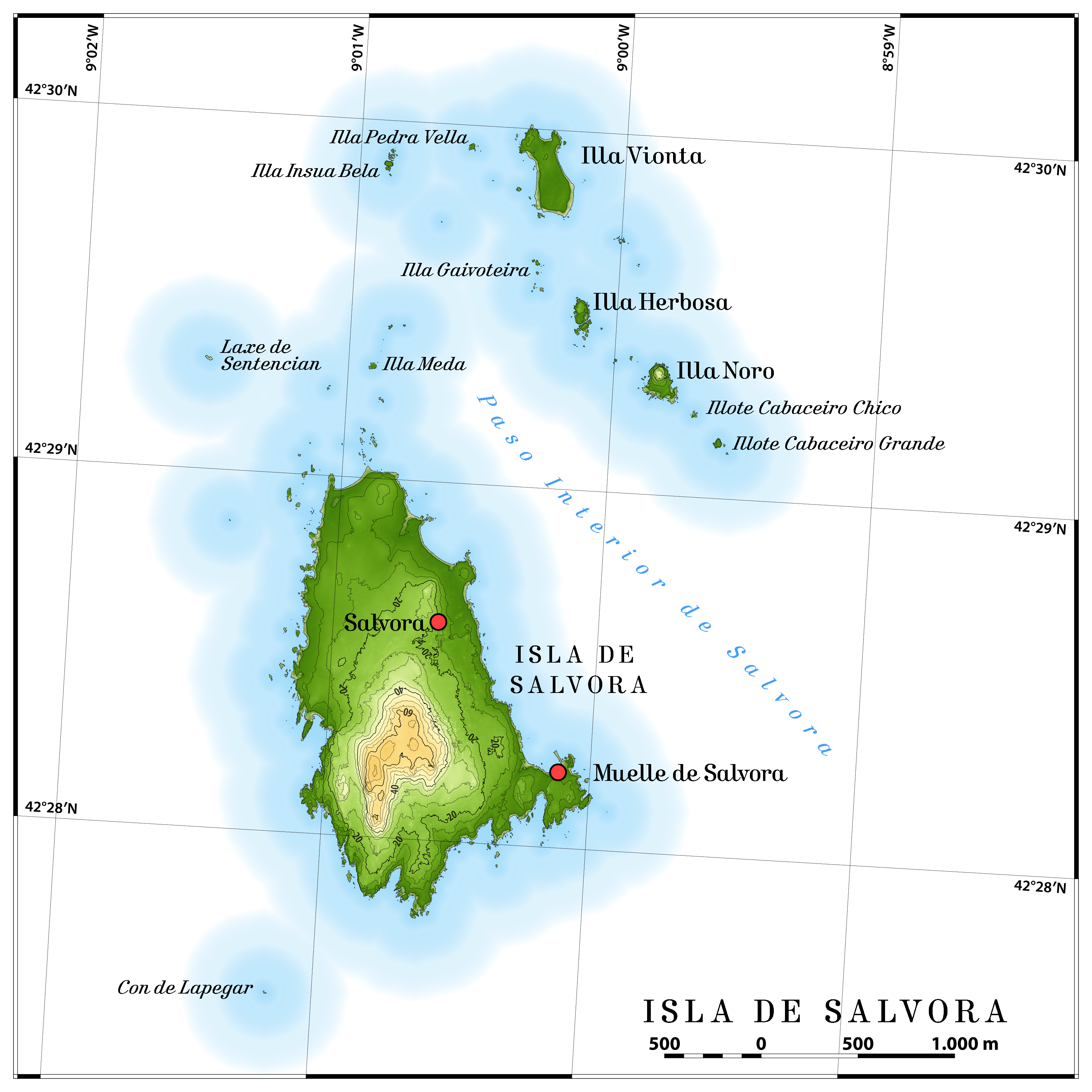
Ilha de Sálvora

Durante anos esteve povoada e teve atividade agrícola, pecuária e pesqueira, mas está quase deserta desde 1972. Na ilha, de titularidade privada, encontram-se, amais da aldeia, oito celeiros, um lavadouro e a fonte da Telheira ou de Santa Catalina, um armazém de finais do século XVIII ampliado para 1963 com duas torres com ar de Pazo, uma antiga taberna reconvertida em Capela, um Farol, um Cais, um Cruzeiro, dous Moinhos e a estatua duma Sereia. A parte do interior da ria conta com areais frequentados por mergulhadores desportivos.

## Galeria de imagens

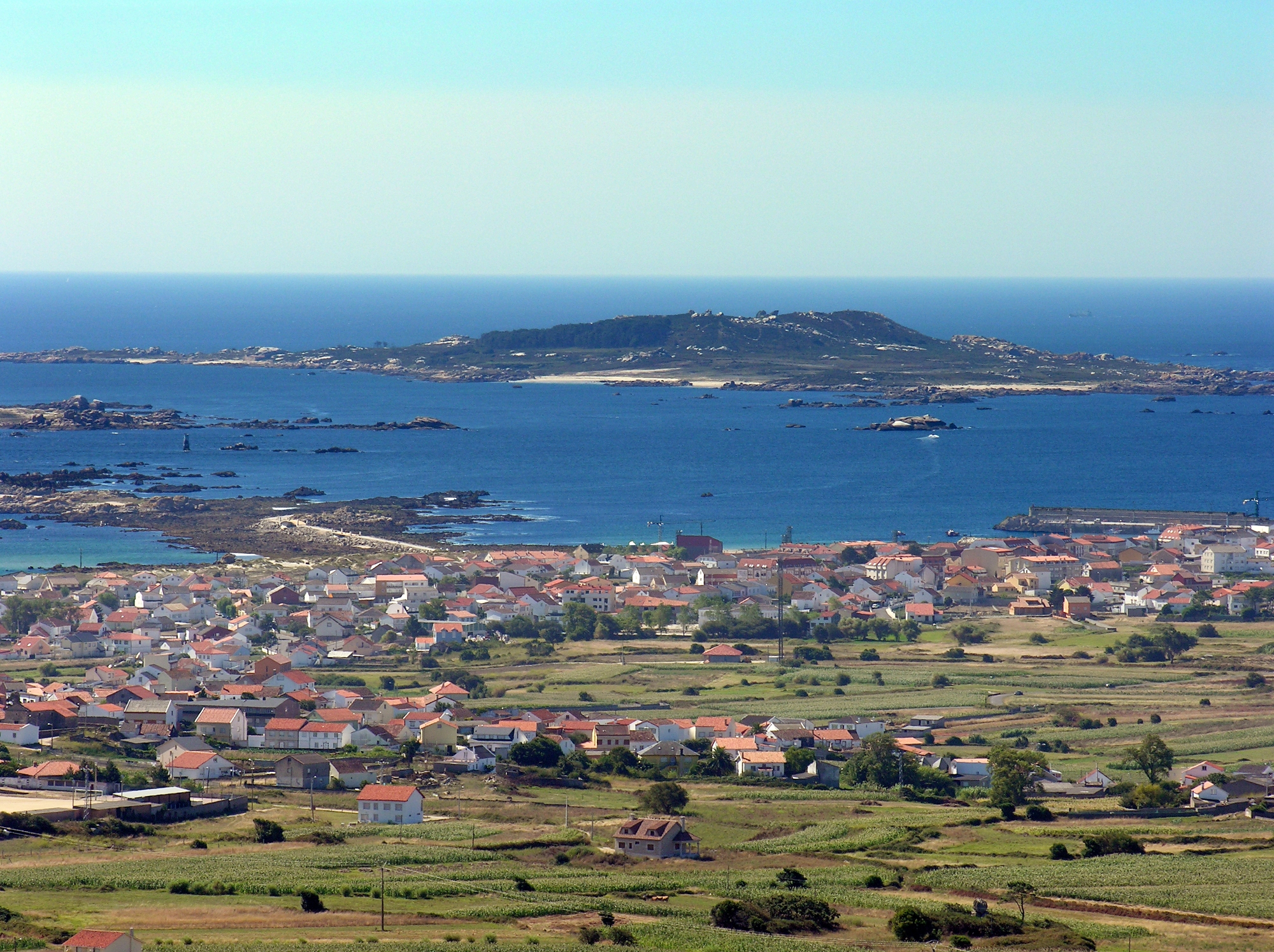
Sálvora vista do continente.
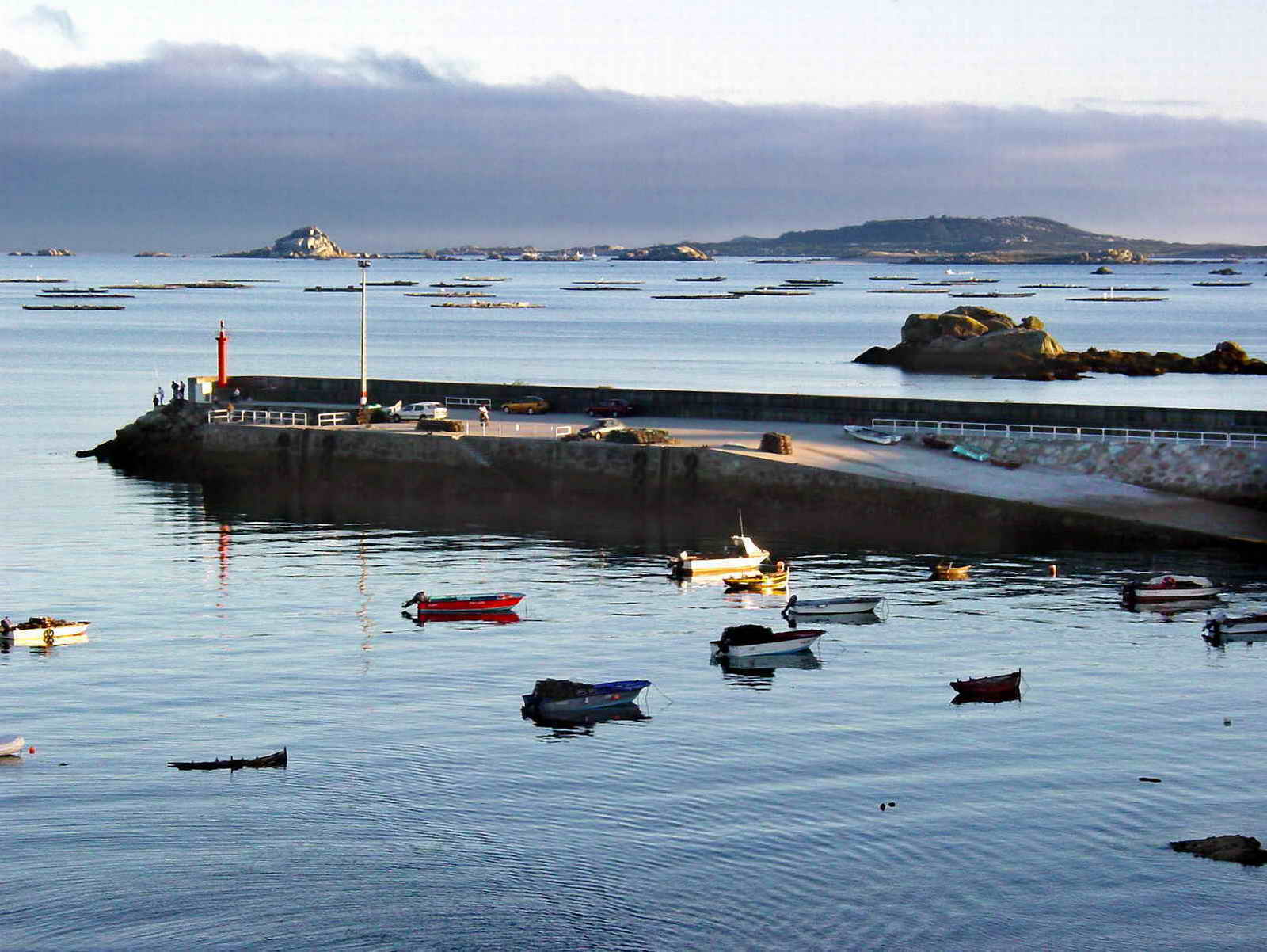
Desde Castiñeiras.
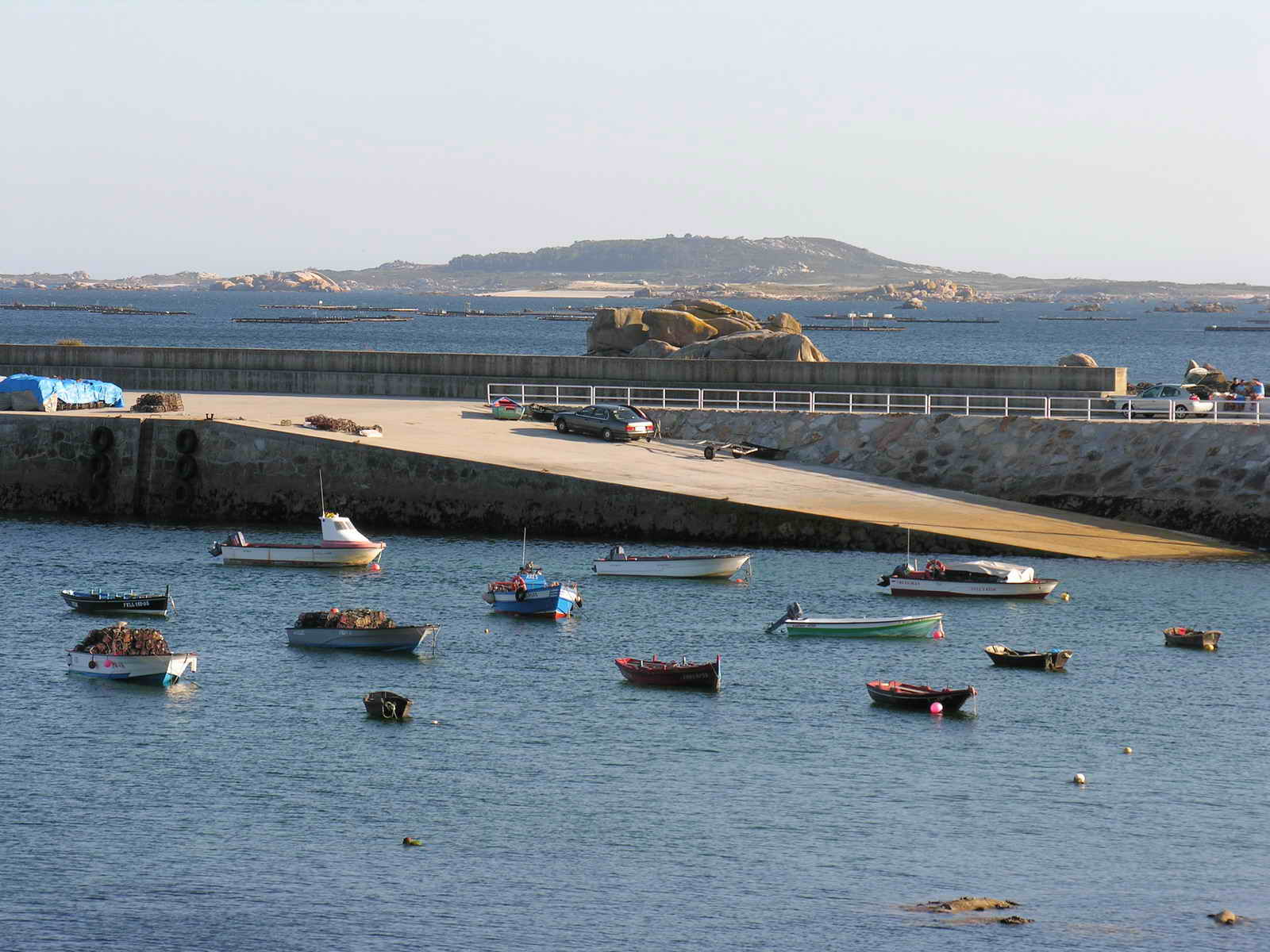
Desde Castiñeiras, Ribeira.
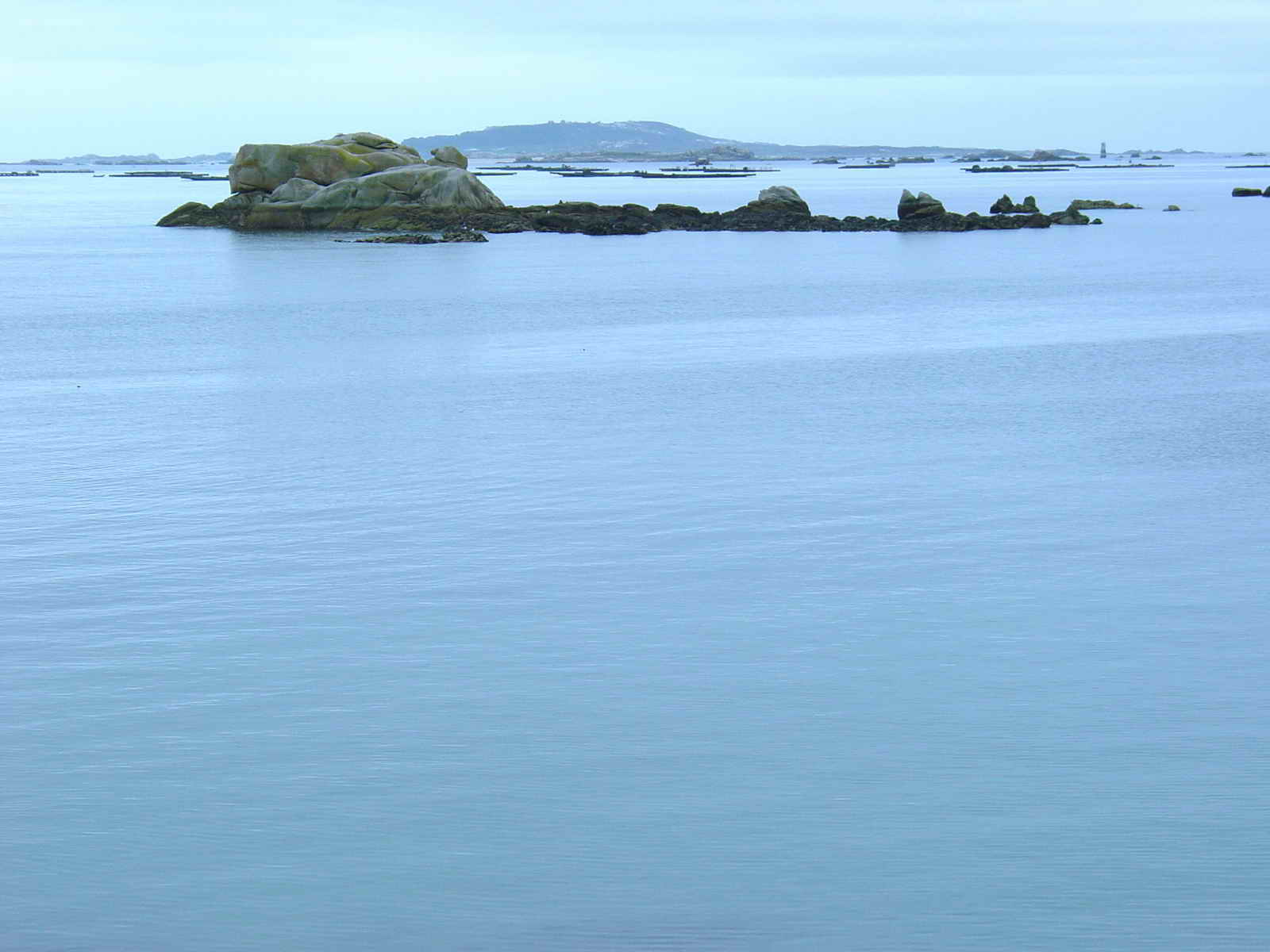
Desde a praia de Castiñeiras, Ribeira.
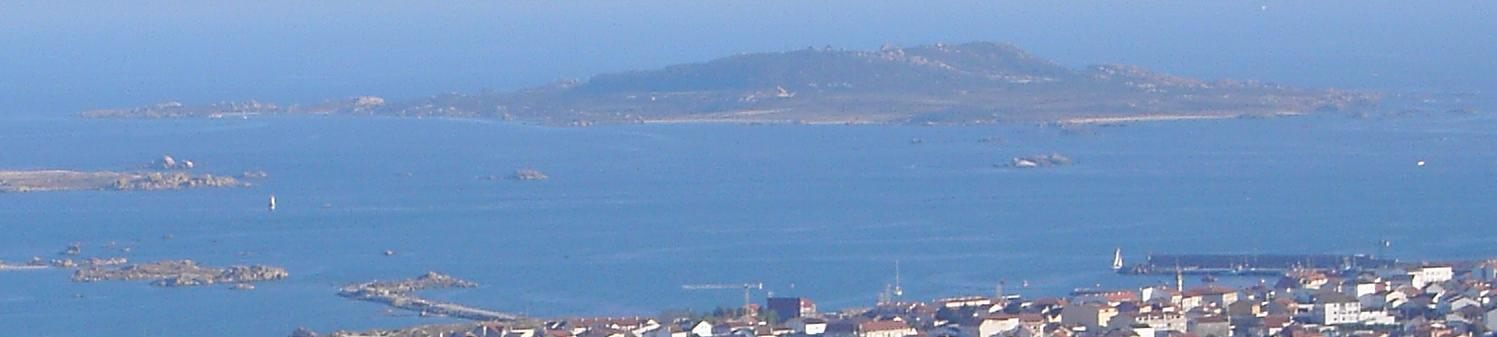
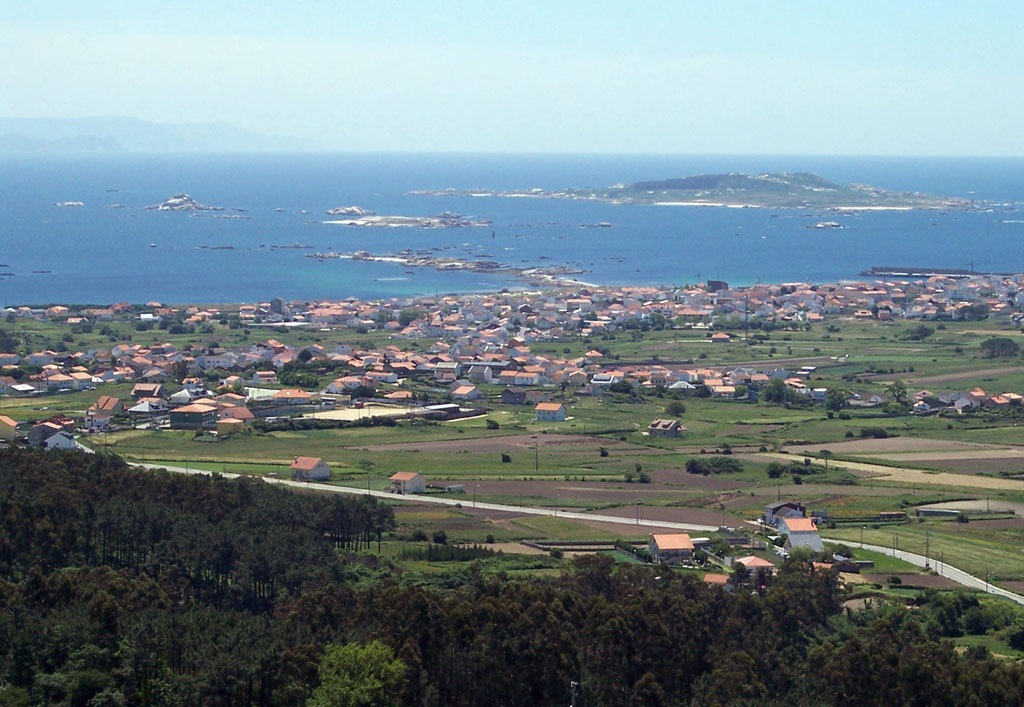
Desde o Monte da Cida, Carreira, Ribeira.
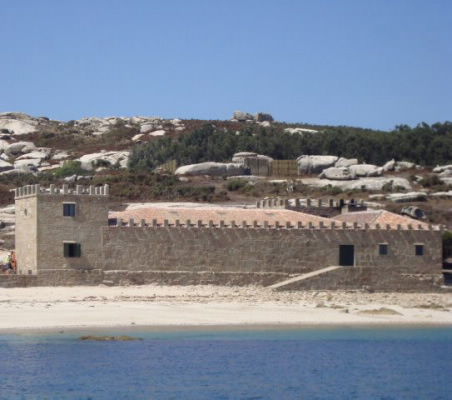